# Alexandromys limnophilus
Alexandromys limnophilus is een zoogdier uit de familie van de Cricetidae. De wetenschappelijke naam van de soort werd voor het eerst geldig gepubliceerd door Büchner in 1889.

## Voorkomen
De soort komt voor in China en Mongolië.